# 野田高梧
野田 高梧（のだ こうご、1893年（明治26年）11月19日 - 1968年（昭和43年）9月23日）は、日本の脚本家。シナリオ・ライター協会初代会長。 次兄は日本画家の野田九甫、娘は脚本家の立原りゅう、その夫は同じく脚本家の山内久。また、幕末の漢学者・野田笛浦は祖父にあたる。

## 経歴

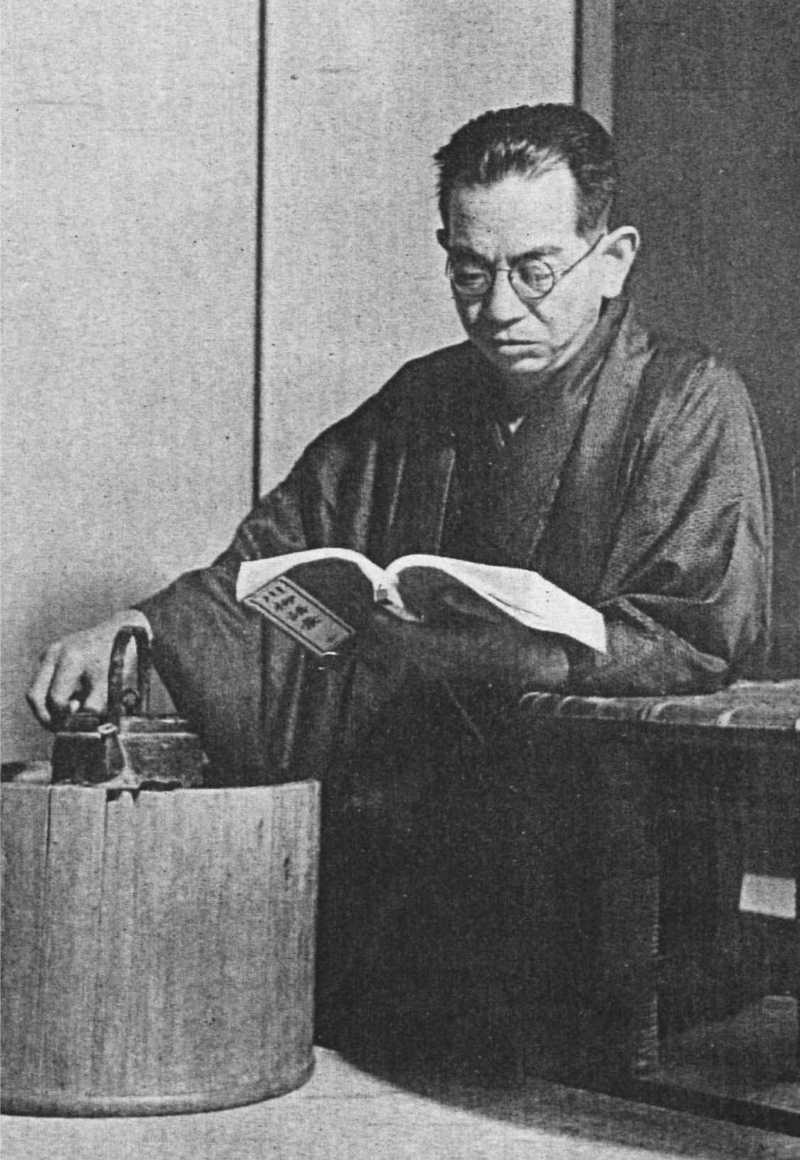
『映画評論』1941年3月号より。

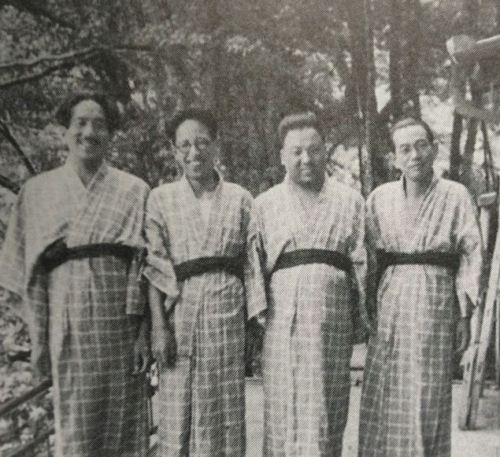
小津安二郎-伏見晁-清水宏-野田高梧-1928

税官吏・野田鷹雄の子として北海道函館市に生まれ、長崎県・名古屋市で育つ。愛知一中（現・愛知県立旭丘高等学校）、早稲田大学英文科を卒業後、映画雑誌記者・東京市職員を経て、1924年に松竹蒲田撮影所に入所。以後、蒲田および移転した大船撮影所で、現代劇の中心的脚本家として活躍し、小市民の生活を味わい深く描いたいわゆる「大船調」の代表的存在となる。
島津保次郎・五所平之助監督などの作品で数々の名作を生み出したほか、小津安二郎監督とも処女作『懺悔の刃』（1925年）以来繋がりが深く、『その夜の妻』（1930年）、『足に触った幸運』（1930年）、『東京の合唱』（1931年）などの脚色を担当した。なお、小津とは私生活でも親交が深く、その後も公私にわたって良きパートナーとなる。
また、野村浩将監督と組んだ『愛染かつら』（1936年）は空前の大ヒットとなり、興行収入でも当時の記録を更新した。さらに所内では脚本部長も長く務め、所長の城戸四郎の顧問的存在でもあった。
1946年にフリーとなる。
やはり小津安二郎作品で最大の持ち味を発揮し、小津との共作という形で、『晩春』（1949年）から小津の遺作となった『秋刀魚の味』（1962年）までの全作品を手がけ、高度に洗練されたホームドラマの大家として尊敬を集めた。
一方、ライターの活動として1948年10月1日、『シナリオ方法論』を出版。1950年にシナリオ作家協会が設立されると初代会長を務め、後進の指導にも尽力した。1952年8月10日、『シナリオ方法論』の増補版として『シナリオ構造論』を出版した。
1951年長野県茅野市の蓼科に山荘を開く｡「山が雲を呼び､雲が人を呼ぶ」と願いを込め「雲呼荘」と名付ける。1957年以降は小津安二郎との仕事場となる。
1961年に芸術選奨文部大臣賞、1967年に勲四等旭日小綬章を受ける。翌1968年に蓼科の山荘で心筋梗塞のため死去。74歳没。なお、通夜には女優を事実上引退し公的な場所から姿を消した原節子が訪れている。多磨霊園に墓所がある。
1990年､「新・雲呼荘　野田高梧記念蓼科シナリオ研究所」がオープンする。雲呼荘に残された様々な資料を保管、公開している。

## 作品

### 脚本
（太字は小津安二郎監督作品）
- 骨盗み（1924年）
- 新己が罪（1925年）
- 空は晴れたり（1925年）
- 毀れた人形（1926年）
- 若き女の死（1926年）
- 新珠（1927年）
- 白虎隊（1927年）
- 処女の死（1927年）
- 島原美少年録（1927年）
- 懺悔の刃（1927年）
- 好きなればこそ（1928年）
- 青春の小径（1928年）
- 恋愛二人行脚（1928年）
- 人の世の姿（1928年）
- 愛の行末（1928年）
- 陸の王者（1928年）
- 新女性鑑（1929年）
- 和製喧嘩友達（1929年）
- 陽気な唄（1929年）
- 会社員生活（1929年）
- 明眸禍（1929年）
- 情熱の一夜（1929年）
- 結婚学入門（1930年）
- 進軍（1930年）翻案・脚色
- 女は何処へ行く（1930年）
- その夜の妻（1930年）
- エロ神の怨霊（1930年）
- 青春の血は躍る（1930年）
- 足に触った幸運 （1930年）
- 絹代物語（1930年）
- 恋の借金狂ひの戦術（1930年）
- 暴風の薔薇 （1931年）
- ルンペンとその娘（1931年）
- 東京の合唱（1931年）
- 七つの海 前篇 処女篇（1931年）
- 七つの海 後篇 貞操篇（1932年）
- 満州行進曲（1932年）
- 青春の夢いまいづこ（1932年）
- 学生街の花形（1932年）
- また逢ふ日まで（1932年）
- 生さぬ仲（1932年）
- 眠れ母の胸に（1933年）
- 東京の女（1933年）
- 応援団長の恋（1933年）
- 箱入娘（1935年）
- 奥様借用書（1936年）
- 車に積んだ宝物（1936年）
- 新道 前篇朱実の巻（1936年）
- 新道 後篇良太の巻（1936年）
- 花籠の歌（1937年）
- 桃子の貞操（1937年）
- 男の償ひ 前篇（1937年）
- 男の償ひ 後篇（1937年）
- 暁は遠けれど（1937年）
- 母の勝利（1937年）
- 国民の誓（1938年）
- 愛染かつら 前篇（1938年）
- 愛染かつら 後篇（1938年）
- 続愛染かつら（1939年）
- 愛染かつら 完結篇（1939年）
- 新妻問答（1939年）
- 西住戦車長伝（1940年）
- 父なきあと（1941年）
- 元気で行かうよ（1941年）
- 何処へ（1941年）
- 家族（1942年）
- 君こそ次の荒鷲だ（1944年）
- 野戦軍楽隊（1944年）
- お笑い週間 笑ふ宝船（1946年）
- 女性の勝利（1946年）
- 晩春（1949年）
- 宵待草恋日記（1950年）
- 宗方姉妹（1950年）
- 火の鳥（1950年）
- 善魔（1951年）
- 麦秋（1951年）
- お茶漬の味（1952年）
- 東京物語（1953年）
- 陽は沈まず（1954年）
- 早春（1956年）
- 東京暮色（1957年）
- 彼岸花（1958年）
- お早よう（1959年）
- 浮草（1959年）
- 秋日和（1960年）
- 小早川家の秋（1961年）
- 千客万来（1962年）
- 続・愛染かつら（1962年）
- 秋刀魚の味（1962年）
- 母の歳月（1962年）

### 著作
- シナリオ方法論（1948年、シナリオ社）
- シナリオ構造論（1952年、宝文館）
- シナリオ入門（1955年、社会思想研究会出版部）※複数人との共著
- シナリオ構造論 改版（1987年、宝文館出版）

### 関連書籍
- 『蓼科日記』蓼科日記刊行会　著　小学館スクウェア( 2013)ISBN 978-4797981186野田高梧の山荘「雲呼荘」に備えられていたノート「蓼科日記」(野田や小津や、訪問者が自由に書き込んだ)を本にまとめたもの｡